# العونة
قرية العونة هي إحدى القرى التابعة لمركز ساحل سليم في محافظة أسيوط في جمهورية مصر العربية. حسب إحصاءات سنة 2006، بلغ إجمالي السكان في العونة 10426 نسمة، منهم 5349 رجل و5077 امرأة.